# Zelimkhan Abakarov
Zelimkhan Abakarov (en ruso: Зелимхан Абакаров; 14 de julio de 1993) es un deportista albanés nacido en Rusia que compite en lucha libre.
Ganó dos medallas en el Campeonato Mundial de Lucha, en los años 2022 y 2023, y tres medallas en el Campeonato Europeo de Lucha entre los años 2023 y 2025.
Participó en los Juegos Olímpicos de París 2024, ocupando el octavo lugar en la categoría de 57 kg. Fue el abanderado de Albania en la ceremonia de apertura de los Juegos Olímpicos de París 2024 junto con la nadadora Kaltra Meça.

## Palmarés internacional
| Campeonato Mundial | Campeonato Mundial      | Campeonato Mundial | Campeonato Mundial |
| Año                | Lugar                   | Medalla            | Categoría          |
| ------------------ | ----------------------- | ------------------ | ------------------ |
| 2022               | Belgrado (Serbia)       | Medalla de oro     | 57 kg              |
| 2023               | Belgrado (Serbia)       | Medalla de bronce  | 57 kg              |
| Campeonato Europeo |                         |                    |                    |
| Año                | Lugar                   | Medalla            | Categoría          |
| 2023               | Zagreb (Croacia)        | Medalla de plata   | 61 kg              |
| 2024               | Bucarest (Rumania)      | Medalla de plata   | 61 kg              |
| 2025               | Bratislava (Eslovaquia) | Medalla de bronce  | 61 kg              |